# Корветы проекта 58250
Корветы проекта 58250  — планирующийся перспективный тип корветов Военно-морских сил Украины, разработанный казённым предприятием «Исследовательско-проектный центр кораблестроения» (КП «ИПЦК») в городе Николаеве.

## История

### Проектирование
Работы по проектированию корабля проекта 58250 начались с августа 2005 г. после принятия соответствующего распоряжения Кабинета Министров Украины. До этого в 2002 г. в КП «ИПЦК» под руководством Кривко С. В. в инициативном порядке для киевского завода «Ленинская Кузница» был разработан проект корвета «Гайдук-21» (пр. 58200, 1200 т), как продолжение серии корветов типа «Альбатрос» (пр.1124М). Этот проект в своё время был предложен Минобороны Украины, однако после длительных обсуждений был отклонён и к 2005 г. было подготовлено ТТЗ на создание корабля водоизмещением в 2000 т. Реальное финансирование для проектирования корабля появилось только во второй половине 2007 г. Эскизный проект (в семи вариантах) был завершён в начале 2008 г. Он показал, что требуемые ТТХ корабля можно достичь только при «упаковке» предложенного вооружения и технических средств в 2500 т. Реальность создания такого корабля подтвердил технический проект, защищённый в ноябре 2009 г. Главный конструктор проекта — Кривко Сергей Владимирович (автор многих проектов кораблей и катеров строящихся на Украине и за рубежом). Самое активное участие в разработке и наблюдении за проектом принял ведущий специалист Департамента закупок МО Украины капитан 1 ранга запаса Червоный С. Н. В составе технического проекта, впервые в истории украинского кораблестроения, под руководством КП «ИПЦК» была сформирована международная и отечественная кооперация соисполнителей проекта — разработчиков нового и поставщиков серийного вооружения и технических средств. К участию в проекте привлечено 29 украинских и свыше 10 ведущих европейских фирм. Корабль будет оснащён на 60 % из комплектующего оборудования, произведённого на Украине, остальное придётся на вооружение и технические средства, закупаемое у западных стран, где партнёрами украинских кораблестроителей выступят фирмы из Италии, Швейцарии, Франции Германии, США, Дании и Нидерландов. Проработана экспортная версия корабля, при этом возможна как комплектная поставка на экспорт готового корабля, так и виде комплектов для сборки с последующим трансфером технологии.

### Строительство
По результатам тендера по выбору завода-строителя, строительство серии должно быть развёрнуто на «Черноморском судостроительном заводе», принадлежащем группе компаний «Смарт». Всего запланировано построить до 2026 года 10-12 кораблей проекта 58250, в том числе четыре должны вступить в состав украинского флота в 2021 году (в соответствии с «Государственной целевой программой…») Ранее планировалось, что «головной» корабль серии удастся сдать в конце 2012. Стоимость «головного» корвета оценивается на уровне 250 млн евро. Стоимость серийных корветов ожидается на уровне 200—210 млн евро.
Согласно указанной «Программы…» планируется на разработку рабочей и эксплуатационной документации, создание головных образцов корабельной техники, закупку серийной зарубежной техники. постройку серии из четырх кораблей, доработку инфраструктуры базирования и закупку боезапаса выделить 16,1 млрд гривен.
13 апреля 2012 года. Председатель комитета Верховной Рады Украины по вопросам национальной безопасности и обороны Анатолий Гриценко на вопрос какой он видит выход из кризиса в программе «Корвет», ответил:
Программа «Корвет» - это последняя возможность поднять судостроение в стране, больше такого шанса не будет. Эта программа должна быть реализована, как приоритетная. Техническое задание, согласования с генштабом, проект  - всё готово. Будут созданы под программу «Корвет» новые рабочие места. Требуется только желание и финансирование. Есть проблемы с тем, что 38% оборудования корвета – это зарубежные комплектующие из России, Франции, Италии. В связи с тем, что финансирования нет, мы не можем заключить контрактные договора правительства на поставку, сделать предоплату и нас не могут поставить в заказ. Т. к. у зарубежных партнёров расписано все на три-пять лет, так называемое долгосрочное планирование распределения мощностей производства.  Поэтому из года в год всё откладывается. Уже сорван первый запланированный строительный срок по первому кораблю. Я уверен, что первый корабль не появится и в конце президентского срока Януковича.
В декабре 2013 года завод получил финансирование и до конца лета 2014 г. практически завершил формирование корпуса и получил часть комплектующего оборудования. 
В июле 2014 года программа строительства была остановлена для экономии бюджетных средств, но к ноябрю была возобновлена. Процент готовности корабля составлял 43 %.
По состоянию на август 2014 года программа остановлена для экономии бюджетных средств. 
В ноябре 2014 командующий украинскими ВМС вице-адмирал С. А. Гайдук сообщил, что строительство корвета продолжается и «процент готовности корабля составляет 43 %». 
5 июня 2018 года командующий ВМС Украины вице-адмирал Игорь Воронченко сообщил, что в бюджете Украины нет средств на строительство корветов серии «Владимир Великий». 23 июня 2020 года было объявлено, что средства на продолжение постройки корвета будут выделены в 2022 году и корабль будет спущен на воду в 2023 году.

## Представители проекта
| Название           | Бортовой № | Изготовитель                                              | Заводской № | Дата закладки    | Спуск на воду | Ввод в строй | Флот        | Состояние                   |
| ------------------ | ---------- | --------------------------------------------------------- | ----------- | ---------------- | ------------- | ------------ | ----------- | --------------------------- |
| «Владимир Великий» |            | «Черноморский судостроительный завод» (Николаев, Украина) | 01701       | 17 мая 2011 года |               |              | ВМС Украины | строится (готовность - 43%) |